# Молдова на летних Олимпийских играх 2000
Молдова принимала участие в Летних Олимпийских играх 2000 года в Сиднее (Австралия) во второй раз за свою историю, и завоевала одну бронзовую и одну серебряную медали. Сборную страны представляли 5 женщин.

## 02!Серебро
- Стрельба, мужчины — Олег Молдован.

## 03!Бронза
- Бокс, мужчины — Виталий Грушак.

## Состав олимпийской сборной Молдовы

### Дзюдо
Спортсменов — 4
Соревнования по дзюдо проводились по системе на выбывание. В утешительные раунды попадали спортсмены, проигравшие полуфиналистам турнира. Два спортсмена, одержавших победу в утешительном раунде, в поединке за бронзу сражались с проигравшими в полуфинале.
Мужчины
| Спортсмен             | Категория | 1/32                                    | 1/16                                  | 1/8                                     | Четвертьфиналы                      | Полуфиналы         | Первый доп. раунд  | Утешительный четвертьфинал            | Утешительный полуфинал | За 3 место Финал   | Место |
| Спортсмен             | Категория | Соперник Результат                      | Соперник Результат                    | Соперник Результат                      | Соперник Результат                  | Соперник Результат | Соперник Результат | Соперник Результат                    | Соперник Результат     | Соперник Результат | Место |
| --------------------- | --------- | --------------------------------------- | ------------------------------------- | --------------------------------------- | ----------------------------------- | ------------------ | ------------------ | ------------------------------------- | ---------------------- | ------------------ | ----- |
| Георгий Курдгелашвили | до 60 кг  |                                         | Хуан Барахонья (ECU) поб. 1000 — 0000 | Эрик Деспецелль (FRA) поб. 0000+ — 0000 | Маноло Пулот (CUB) пор. 0000 — 1000 | Не прошёл          |                    | Айдын Смагулов (KGZ) пор. 0002 — 1101 | Не прошёл              | Не прошёл          | 9     |
| Виктор Бивол          | до 66 кг  | Мансур Жумаев (UZB) поб. 1110 — 0000    | Чжан Гуанцзюнь (CHN) пор. 0000 — 1000 | Не прошёл                               | Не прошёл                           | Не прошёл          | Не прошёл          | Не прошёл                             | Не прошёл              | Не прошёл          | 22    |
| Виктор Флореску       | до 90 кг  | Жан-Клод Рафаэль (MTN) пор. 1000 — 0000 | Не прошёл                             | Не прошёл                               | Не прошёл                           | Не прошёл          | Не прошёл          | Не прошёл                             | Не прошёл              | Не прошёл          | *     |

Женщины
| Соревнование | Спортсмены     | Первый раунд                | 1/8 финала            | Четвертьфинал         | Полуфинал             | Финал                 | Место |
| Соревнование | Спортсмены     | Соперник Результат          | Соперник Результат    | Соперник Результат    | Соперник Результат    | Соперник Результат    | Место |
| ------------ | -------------- | --------------------------- | --------------------- | --------------------- | --------------------- | --------------------- | ----- |
| до 57 кг     | Людмила Кристя | Д. Галь (NED) П 0002 — 0010 | Завершила выступление | Завершила выступление | Завершила выступление | Завершила выступление | —     |

### Плавание
Спортсменов — 5
В следующий раунд на каждой дистанции проходили лучшие спортсмены по времени, независимо от места, занятого в своём заплыве.
Мужчины
| Спортсмен        | Соревнование        | Предварительные заплывы | Предварительные заплывы | Полуфиналы | Полуфиналы | Финал     | Финал     |
| Спортсмен        | Соревнование        | Результат               | Место                   | Результат  | Место      | Результат | Место     |
| ---------------- | ------------------- | ----------------------- | ----------------------- | ---------- | ---------- | --------- | --------- |
| Андрей Чечан     | 200 м вольный стиль | 1:53,23                 | 31                      | Не прошёл  | Не прошёл  | Не прошёл | Не прошёл |
| Виктор Рогут     | 400 м вольный стиль | 4:01,42                 | 38                      |            |            | Не прошёл | Не прошёл |
| Александру Ивлев | 100 м на спине      | 57,91                   | 38                      | Не прошёл  | Не прошёл  | Не прошёл | Не прошёл |
| Вадим Татаров    | 100 м брасс         | 1:04,12                 | 36                      | Не прошёл  | Не прошёл  | Не прошёл | Не прошёл |
| Сергей Маринюк   | 400 м комплекс      | 4:29,52                 | 22                      |            |            | Не прошёл | Не прошёл |

### Тяжёлая атлетика
Спортсменов — 1
В рамках соревнований по тяжёлой атлетике проводятся два упражнения — рывок и толчок. В каждом из упражнений спортсмену даётся 3 попытки, в которых он может заказать любой вес, кратный 2,5 кг. Победитель определяется по сумме двух упражнений.
Мужчины
| Спортсмен      | Категория | Вес   | Рывок | Рывок | Рывок | Толчок | Толчок | Толчок | Всего | Место |
| Спортсмен      | Категория | Вес   | 1     | 2     | 3     | 1      | 2      | 3      | Всего | Место |
| -------------- | --------- | ----- | ----- | ----- | ----- | ------ | ------ | ------ | ----- | ----- |
| Владимир Попов | до 62 кг  | 61,56 | 130,0 | 135,0 | 137,5 | 160,0  | 160,0  | 160,0  | 295,0 | 7     |